# Sali Sarai
Sali Sarai fou una població a la vora del riu Oxus o Jihun, uns 70 km al sud-est de Termez (Tirmidh), probablement propera a la desembocadura teòrica del riu Kafirnigan (que en el que seria la seva desembocadura generalment està sec) en la frontera entre Uzbekistan i Tadjikistan. Fou fundada per Sali Noyan, un general mongol, vers la meitat del segle xiii. A les fonts s'esmenta una població-campament amb el nom de Arheng Sarai o Arhanq Sarai (Palau de l'Arhanq) que probablement es la mateixa Sali Sarai (Palau de Sali)

## Història
A la primera meitat del segle xiii foren enviats importants contingents mongols com a guarnició a les fronteres de l'Índia i Caixmir. Els contingents els van aportar els caps de diversos ulus: Txagatai, Joci i Ogodei. El 1253 el gran kan Mongke va enviar a Sali Noyan per fer-se càrrec de les seccions enviades per Txagatai i Ogodei; Sali va establir residència a Qunduz i Baghlan (regió que els mongols anomenaven Arhanq) i va esdevenir una guarnició permanent. Mongke Khan va ordenar a Sali i als seus soldats que s'unissin a l'exèrcit d'Hulegu o Hulagu el 1253. Les tropes enviades per Joci anaven manades per Neguder i vers el 1260 encara era viu i es mantenia independent de Sali Noyan i del kan il-khan Hulagu, responent només davant els jòcides. Vers el 1262 Sali encara era el comandant i el seu campament s'anomenava Sali Sarai.
Sali Sarai i els mongols de la zona segurament no devien fidelitat a cap kanat en especial, però el 1262 la major part va quedar temporalment sota autoritat del Kanat de Txagatai durant el regnat d'Alghu. Vers el 1280 les tropes de Sali Noyan tornaven a dependre dels ilkhànides; havien esdevingut un grup separat, però encara poc cohesionat i poc unificat. Una secció era dependent directament del Il-Khan mentre que un altre operava a la regió de Badghis, al Khurasan (Herat). Els amirs de les dues seccions eren nomenats pels il-khan i no era un càrrec hereditari tot i que la secció principal de Kunduz i Baghlan en certa manera ho fou per un temps ja que a Sali Noyan el va succeir el seu fill Uladu i a aquest el seu fill Baktut. Sota Uladu les dues seccions es van reunificar ja que l'Il-khan li va donar el comandament de la secció personal (al Arhanq) i devia conservar el comandament de l'altre secció ja que va estar actiu al Badghis i a Juwayn (Juvain). Segurament els neguderis anaven pel seu compte i mantenien la seva seu més al sud; els neguderis foren mercenaris dels karts dp'Herat i són esmentats en incursions a Sistan, Kirman i fins i tot Fars.
Sota el kan de Txagatai Duwa Khan (1282-1306 o 1307) aquest va nomenar al seu propi fill Kutlugh Khwaja com a governador dels territoris karaunes amb centre a Sali Sarai, vers el 1299. Els descendents de Duwa van governar als karaunes de llavors ençà. A Kutlugh Khwaja el va succeir el seu fill Daud Hoja (Dawud Khwaja). L'Il-Khan Oldjeitu reafirmava la reclamació dels seus avantpassats a l'Afganistan i va repel·lir els karaunes el 1314, però amb al suport de Ayurbawda (Buyantu Khan, en xinès Renzong) de la dinastia Yuan i amb el consentiment d'Oljeitu, el kan Kebek va recuperar Sali Sarai i l'Arhanq pacíficament. El kan Esen Buka I i després Tarmaixirin foren governadors militars dels karaunes centrats a Sali Sarai, abans d'esdevenir kans de Txagatai.
Vers el 1300 aquest tumen establert a Sali Sarai i l'Arhaq ja portava el nom de Karaunes (Qaraunes). Vers 1320 el amir dels Karaunes resident a Sali Sarai va passar a ser Boroldai o Borolday (membre de la tribu Oronaut) i el tumen gaudia de considerable poder. Fins aquesta data havia estat regit per descendents de Sali Noyan. A Boroldai el va succeir uns anys després Qazaghan. La residència d'aquest restava a Sali Sarai, prop de Kunduz i Baghlan, el que fa suposar que Sali Sarai era la mateixa residència original de Sali Noyan i s'hauria mantingut com la seu dels caps sota els seus successors. Segurament tant Boroldai com Qazaghan eren amirs nomenats pels kans i no havien heretat el càrrec. El fill de Qazaghan, Abd Allah ibn Qazaghan, va traslladar la capital a Samarcanda, el que va provocar la revolta d'alguns amirs i la seva deposició, haven de fugir cap a Andaran on va morir al cap d'algun temps. Sali Sarai, privada delsbeneficis de la capitalitat, va entrar en decadència, i progressivament desapareix de les fonts.